# Nekrolog Dezember 2007
Nekrolog
◄◄
| ◄
| 2003
| 2004
| 2005
| 2006
| 2007 | 2008 | 2009 | 2010 | 2011 | ► | ►►
Januar |
Februar |
März |
April |
Mai |
Juni |
Juli |
August |
September |
Oktober |
November |
Dezember 2007
Weitere Ereignisse | Allgemeiner Nekrolog 2007
Die Beschreibung der verstorbenen Person sollte so kurz wie möglich gehalten sein und nur deren signifikante Tätigkeit(en) enthalten.
Neue Namen ggf. auch unter dem Geburts- und Sterbedatum, also etwa unter 1. Januar und im Geburts- und Sterbejahr (2024) eintragen (nur bei entsprechender großer Wichtigkeit). Für Beispiele siehe die schon vorhandenen Artikel.
Außerdem über die fünf zuletzt Verstorbenen, zu denen es einen ausreichend guten Artikel für eine Präsentation auf der Hauptseite gibt, nach der todesbedingten Überarbeitung der Artikel ggf. auch unter Wikipedia Diskussion:Hauptseite informieren und sie am besten auch in den anderen Wikipedia-Sprachversionen eintragen. Tipp: Regelmäßig bei news.google.de nach „ist tot“, „gestorben“ oder „verstorben“ suchen.
Wenn eine Person gestorben ist, gibt es viele Seiten zu dieser Person in der Wikipedia, die davon auch betroffen sind und entsprechend aktualisiert werden müssen. Beispiele: Namenübersichtsseite, Geburtsjahr, Geburtsort-Seiten und viele mehr.
Wie finde ich die betroffenen Seiten?
Im Suchfeld auf der linken Seite gibt man den Suchbegriff so ein: „Vorname Nachname“. Dann klickt man auf Volltext und alle Seiten mit entsprechendem Suchtext werden aufgerufen. Hier sieht man dann schnell, wo auch das Todesjahr Sinn macht oder sogar ein Teil des Artikels angepasst werden muss. Auch hilft das „Werkzeug“ auf der linken Seite sehr gut, um solche Seiten aufzufinden: „Links auf diese Seite“. Somit ist die Wikipedia wieder aktuell in allen Bereichen! Hinweis: bei Eintragung der Kategorie „Gestorben JAHR“ wird der Missbrauchsfilter 49 ausgelöst, was jedoch nicht schlimm ist. Siehe: Spezial:Missbrauchsfilter/49
Dies ist eine Liste von im Dezember 2007 verstorbenen bekannten Persönlichkeiten. Die Einträge erfolgen innerhalb der einzelnen Daten alphabetisch sortiert. Tiere sind im Nekrolog für Tiere zu finden.

## Dezember
| Tag          | Name                            | Beruf, bekannt als                                                                | Alter | Beleg |
| ------------ | ------------------------------- | --------------------------------------------------------------------------------- | ----- | ----- |
| 1. Dezember  | Freddy Christmann               | deutscher Jazztrompeter                                                           | 76    |       |
| 1. Dezember  | VèVè Amasasa Clark              | US-amerikanische Afrikanistin                                                     | 62    |       |
| 1. Dezember  | Elisabeth Eybers                | südafrikanische Dichterin                                                         | 92    |       |
| 1. Dezember  | Tony Fall                       | britischer Rallyefahrer                                                           | 67    |       |
| 1. Dezember  | William LeVeque                 | US-amerikanischer Mathematiker                                                    | 84    |       |
| 1. Dezember  | Carlos Linazza                  | argentinischer Fußballspieler                                                     | 74    |       |
| 1. Dezember  | Ken McGregor                    | australischer Tennisspieler                                                       | 78    |       |
| 1. Dezember  | Stéphane Mosès                  | israelisch-französischer Literaturwissenschaftler                                 | 76    |       |
| 1. Dezember  | Zayda Peña Arjona               | mexikanische Sängerin                                                             | 28    |       |
| 1. Dezember  | Anton Rodgers                   | britischer Schauspieler                                                           | 74    |       |
| 1. Dezember  | Erich Süßenberger               | deutscher Meteorologe, Präsident des DWD (1966–1977)                              | 96    |       |
| 1. Dezember  | Josef Zander                    | deutscher Arzt                                                                    | 89    |       |
| 1. Dezember  | Reimar Zeller                   | deutscher Theologe und Kunsthistoriker                                            | 82    |       |
| 1. Dezember  | Otto Zöllner Schorr             | deutsch-chilenischer Botaniker                                                    | 98    |       |
| 2. Dezember  | Robert Orville Anderson         | US-amerikanischer Unternehmer und Wirtschaftsmanager                              | 90    |       |
| 2. Dezember  | Hubert L. L. Busard             | niederländischer Mathematikhistoriker                                             | 84    |       |
| 2. Dezember  | Jerzy Czarnecki                 | polnisch-schweizerischer Nuklearingenieur und Holocaustüberlebender               | 83    |       |
| 2. Dezember  | Sante David                     | deutsch-italienischer Germanist                                                   | 99    |       |
| 2. Dezember  | Orhan Dikmen                    | türkischer Wirtschaftswissenschaftler, Hochschullehrer und Politiker              | 92    |       |
| 2. Dezember  | Elizabeth Hardwick              | US-amerikanische Literaturkritikerin und Schriftstellerin                         | 91    |       |
| 2. Dezember  | Leo Lienert                     | Schweizer Förster und Autor                                                       | 86    |       |
| 2. Dezember  | Vincenzo Lombardo               | italienischer Leichtathlet                                                        | 75    |       |
| 2. Dezember  | Ioachim Moga                    | rumänischer Politiker                                                             | 81    |       |
| 2. Dezember  | Eleonora Rossi Drago            | italienische Schauspielerin                                                       | 82    |       |
| 2. Dezember  | Tada Michitarō                  | japanischer Literaturwissenschaftler und -kritiker                                | 83    |       |
| 2. Dezember  | Thomas P. Whitney               | US-amerikanischer Diplomat, Autor und Übersetzer                                  | 90    |       |
| 2. Dezember  | George Ziegenfuss               | US-amerikanischer Basketballcoach und Lehrer                                      | 90    |       |
| 3. Dezember  | Art Arfons                      | US-amerikanischer Rennfahrer                                                      | 81    |       |
| 3. Dezember  | Wilhelm Behre                   | deutscher Heimatforscher                                                          | 84    |       |
| 3. Dezember  | Thomas Brennicke                | deutscher Rundfunkmoderator                                                       | 61    |       |
| 3. Dezember  | Brigitte Eckstein               | deutsche Physikerin und Hochschuldidaktikerin                                     | 81    |       |
| 3. Dezember  | Jaime Fuster                    | puerto-ricanischer Jurist und Politiker                                           | 66    |       |
| 3. Dezember  | Karl-Heinrich Hansmeyer         | deutscher Wirtschaftswissenschaftler, Finanzwissenschaftler, Umweltökonom         | 78    |       |
| 3. Dezember  | Rainer Jooß                     | deutscher Historiker, Autor und Hochschullehrer                                   | 69    |       |
| 3. Dezember  | Susumu Katsumata                | japanischer Mangaka                                                               | 63    |       |
| 3. Dezember  | Nelson Marra                    | uruguayischer Schriftsteller und Literaturkritiker                                | 65    |       |
| 3. Dezember  | Jean-François Millier           | französischer Kulturmanager                                                       | 63    |       |
| 3. Dezember  | Marcial Ortiz                   | mexikanischer Fußballspieler                                                      |       |       |
| 3. Dezember  | Mieczysław Pawełkiewicz         | polnischer Rennrodler                                                             | 69    |       |
| 3. Dezember  | Henri Salina                    | Schweizer Ordensgeistlicher, Abt der Abtei Saint-Maurice, Bischof                 | 80    |       |
| 3. Dezember  | Ludwig Sitter                   | österreichischer Psychologe und Missionar                                         |       |       |
| 3. Dezember  | Gottfried Stiehler              | deutscher Philosoph                                                               | 83    |       |
| 3. Dezember  | Kurt Turba                      | deutscher Verleger und Politiker (SED)                                            | 78    |       |
| 4. Dezember  | Haralambie Alexa                | rumänischer Sportfunktionär                                                       | 77    |       |
| 4. Dezember  | Jürgen Mau                      | deutscher klassischer Philologe                                                   | 91    |       |
| 4. Dezember  | Roland Meinl                    | deutscher Unternehmer und Gründer der Roland Meinl Musikinstrumente GmbH & Co. KG | 78    |       |
| 4. Dezember  | Makwan Moloudzadeh              | iranischer Hingerichteter                                                         | 21    |       |
| 4. Dezember  | Norval Morrisseau               | kanadischer Künstler                                                              | 75    |       |
| 4. Dezember  | Liam O’Gallagher                | US-amerikanischer Künstler, Maler und Lehrer                                      | 90    |       |
| 4. Dezember  | Donald Lynch                    | US-amerikanischer Agrarwissenschaftler                                            | 92    |       |
| 4. Dezember  | Pimp C                          | US-amerikanischer Rapper                                                          | 33    |       |
| 4. Dezember  | David Reese                     | US-amerikanischer Pokerspieler                                                    | 56    |       |
| 4. Dezember  | Patato Valdés                   | US-amerikanischer Perkussionist                                                   | 81    |       |
| 4. Dezember  | Friedrich Zehm                  | deutscher Komponist                                                               | 84    |       |
| 5. Dezember  | Hannelore Bosinski              | deutsche Prähistorikerin                                                          | 69    |       |
| 5. Dezember  | Joe Brooks                      | US-amerikanischer Schauspieler                                                    | 83    |       |
| 5. Dezember  | Hugh Wiley Hitchcock            | US-amerikanischer Musikwissenschaftler                                            | 84    |       |
| 5. Dezember  | Andrew Imbrie                   | US-amerikanischer Komponist                                                       | 86    |       |
| 5. Dezember  | Dan Iosif                       | rumänischer Politiker                                                             | 57    |       |
| 5. Dezember  | Alois Kracher                   | österreichischer Winzer und Chemiker                                              | 48    |       |
| 5. Dezember  | Evert Musch                     | niederländischer Maler                                                            | 89    |       |
| 5. Dezember  | Werner Pokropp                  | deutscher Fußballspieler                                                          | 66    |       |
| 5. Dezember  | Nikolaus Schreiner              | deutscher Politiker (SPD), MdL, MdB                                               | 93    |       |
| 5. Dezember  | Karlheinz Stockhausen           | deutscher Komponist                                                               | 79    |       |
| 5. Dezember  | John Winter                     | australischer Leichtathlet                                                        | 83    |       |
| 5. Dezember  | Hans Rudolf Zöbeley             | deutscher Chordirigent und Kirchenmusiker                                         | 76    |       |
| 6. Dezember  | Wolfgang Aßbrock                | deutscher Politiker (CDU), MdL                                                    | 55    |       |
| 6. Dezember  | Henri Debehogne                 | belgischer Astronom                                                               | 78    |       |
| 6. Dezember  | Jean Dupong                     | luxemburgischer Politiker, Mitglied der Chamber                                   | 85    |       |
| 6. Dezember  | Marjorie Eccles                 | britische Automobilrennfahrerin                                                   | 97    |       |
| 6. Dezember  | Hugo Jung                       | deutscher Kommunikationsmanager und Journalist                                    | 64    |       |
| 6. Dezember  | Paul M. Lloyd                   | US-amerikanischer Romanist, Hispanist und Linguist                                | 78    |       |
| 6. Dezember  | Theo Mayer-Maly                 | österreichischer Jurist, Romanist, Zivilrechtler                                  | 76    |       |
| 6. Dezember  | Heinz Schachermayer             | österreichischer Unternehmer                                                      | 85    |       |
| 6. Dezember  | Rainer von Schilling            | deutscher Verleger                                                                | 72    |       |
| 6. Dezember  | Theodor Josef Seifert           | deutscher Architekt                                                               | 75    |       |
| 6. Dezember  | Barbara Straker James           | US-amerikanische Künstlerin                                                       | 89    |       |
| 6. Dezember  | András Szőllősy                 | ungarischer Komponist und Musikwissenschaftler                                    | 86    |       |
| 6. Dezember  | Marius Tupan                    | rumänischer Schriftsteller                                                        | 62    |       |
| 6. Dezember  | Vincenzo Zappone                | italienischer Schriftsteller                                                      | 85    |       |
| 7. Dezember  | Heinz Angermeier                | deutscher Historiker                                                              | 83    |       |
| 7. Dezember  | Heinz Crucius                   | deutscher Komponist                                                               | 93    |       |
| 7. Dezember  | Heinz Engels                    | deutscher Theaterregisseur und Theaterintendant                                   | 65    |       |
| 7. Dezember  | Fuad Hassan                     | indonesischer Politiker                                                           | 78    |       |
| 7. Dezember  | John Hollowbread                | englischer Fußballtorhüter                                                        | 73    |       |
| 7. Dezember  | Klaus Kübler                    | deutscher Politiker (SPD), MdB                                                    | 71    |       |
| 7. Dezember  | Roger Mpungu                    | burundischer Geistlicher, Bischof von Muyinga, Burnudi                            |       |       |
| 7. Dezember  | Renate Rausch                   | deutsche Soziologin                                                               | 77    |       |
| 7. Dezember  | Heinrich Stock                  | deutscher Politiker (CDU), MdL                                                    | 77    |       |
| 7. Dezember  | Stanton Wheeler                 | US-amerikanischer Rechtswissenschaftler                                           | 77    |       |
| 8. Dezember  | Hermann Degkwitz                | deutscher Grafiker und Journalist                                                 | 86    |       |
| 8. Dezember  | Ioan Fiscuteanu                 | rumänischer Schauspieler                                                          | 70    |       |
| 8. Dezember  | Gela Götze                      | deutsche Schauspielerin                                                           | 50    |       |
| 8. Dezember  | Roger King                      | US-amerikanischer TV-Manager                                                      | 70    |       |
| 8. Dezember  | Erhard D. Klinke                | deutscher Beamter und Universitätspräsident                                       | 73    |       |
| 8. Dezember  | Harold J. Leavitt               | US-amerikanischer Ökonom                                                          | 85    |       |
| 8. Dezember  | Max Oertli                      | schweizerischer Maler und Bildhauer                                               | 86    |       |
| 8. Dezember  | Anna Schweppe                   | deutsche Schwester des Priesters Hermann Scheipers                                | 94    |       |
| 9. Dezember  | Claudio Baccalà                 | Schweizer Maler                                                                   | 84    |       |
| 9. Dezember  | Ron Crayden                     | englischer Tischtennisspieler                                                     |       |       |
| 9. Dezember  | István Borzsák                  | ungarischer Klassischer Philologe                                                 | 92    |       |
| 9. Dezember  | Karlheinz Bräuer                | deutscher Politiker (SPD), MdL                                                    | 83    |       |
| 9. Dezember  | Rene J. Cappon                  | US-amerikanischer Journalist                                                      | 83    |       |
| 9. Dezember  | Lili Kaelas                     | estnisch-schwedische Prähistorikerin                                              | 88    |       |
| 9. Dezember  | Irmgard Karwatzki               | deutsche Politikerin (CDU), MdB                                                   | 66    |       |
| 9. Dezember  | Jimmy Langley                   | englischer Fußballspieler                                                         | 78    |       |
| 9. Dezember  | John Pappenheimer               | US-amerikanischer Physiologe                                                      | 92    |       |
| 9. Dezember  | Kurt Schmied                    | österreichischer Fußballspieler                                                   | 81    |       |
| 9. Dezember  | Hermann von Schroedel-Siemau    | deutscher Verleger                                                                | 76    |       |
| 9. Dezember  | Hans Wilhelm Schüßler           | deutscher Nachrichtentechniker                                                    | 79    |       |
| 9. Dezember  | Trilochan Shastri               | indischer Dichter und Schriftsteller                                              | 90    |       |
| 9. Dezember  | Rafael Sperafico                | brasilianischer Autorennfahrer                                                    | 26    |       |
| 9. Dezember  | Gordon C. Zahn                  | US-amerikanischer Soziologe und Biograf von Franz Jägerstätter                    | 89    |       |
| 10. Dezember | Gerhard Koppensteiner           | österreichischer Politiker (ÖVP), Abgeordneter zum Nationalrat                    | 76    |       |
| 10. Dezember | Werner Usbeck                   | deutscher Chirurg und Rektor der Medizinischen Akademie Erfurt (1973–1985)        | 87    |       |
| 10. Dezember | Klaus Vogel                     | deutscher Jurist, Professor für Steuerrecht                                       | 77    |       |
| 11. Dezember | Allan Bérubé                    | US-amerikanischer Historiker und Autor                                            | 61    |       |
| 11. Dezember | Freddie Fields                  | US-amerikanischer Hollywoodagent und Filmproduzent                                | 84    |       |
| 11. Dezember | Carl Ludwig Habsburg-Lothringen | österreichischer Manager                                                          | 89    |       |
| 11. Dezember | Johann Georg Koch               | deutscher Jurist und Präsident des Bayerischen Landeskriminalamtes                | 55    |       |
| 11. Dezember | Stephen Mason                   | britischer Chemiker und Wissenschaftshistoriker                                   | 84    |       |
| 11. Dezember | Ashleigh Aston Moore            | US-amerikanische Schauspielerin                                                   | 26    |       |
| 11. Dezember | Ute Niss                        | deutsche Sopranistin                                                              | 68    |       |
| 11. Dezember | Max Schatzmann                  | Schweizer Zahnmediziner sowie Philanthrop                                         | 91    |       |
| 11. Dezember | Emmett H. Walker                | US-amerikanischer Offizier, Generalleutnant der US-Army                           | 83    |       |
| 12. Dezember | Saadet İkesus Altan             | türkische Opernsängerin                                                           | 91    |       |
| 12. Dezember | Jürgen Bier                     | deutscher Kieferchirurg und Hochschullehrer                                       | 64    |       |
| 12. Dezember | Alain Billard                   | Opernsänger und Gesangspädagoge französisch-ägyptischer Herkunft                  |       |       |
| 12. Dezember | Bernard Eastlund                | US-amerikanischer Physiker und Erfinder                                           |       |       |
| 12. Dezember | Josep Guinovart                 | spanischer Maler                                                                  | 80    |       |
| 12. Dezember | François al-Hadsch              | libanesischer Brigadegeneral                                                      | 54    |       |
| 12. Dezember | Hans Hansen                     | deutscher Sportfunktionär                                                         | 81    |       |
| 12. Dezember | Françoise Landowski-Caillet     | französische Pianistin und Malerin                                                | 90    |       |
| 12. Dezember | Akiwa Moissejewitsch Jaglom     | russischer Mathematiker                                                           | 86    |       |
| 12. Dezember | Helmut Sadlowski                | deutscher Fußballspieler                                                          | 78    |       |
| 12. Dezember | Kurt Schmitt-Mainz              | deutscher Schauspieler und Autor                                                  | 83    |       |
| 12. Dezember | Alfons Maria Stickler           | österreichischer Kardinal der römisch-katholischen Kirche                         | 97    |       |
| 12. Dezember | Ike Turner                      | US-amerikanischer Musiker und Produzent                                           | 76    |       |
| 12. Dezember | Erich Unterweger                | österreichischer Bildhauer                                                        | 79    |       |
| 12. Dezember | Juli Michailowitsch Woronzow    | russischer Diplomat                                                               | 78    |       |
| 13. Dezember | Ilse Bally                      | Schweizer Schauspielerin                                                          | 90    |       |
| 13. Dezember | Fuat Deniz                      | aramäischer Soziologe und Schriftsteller                                          | 40    |       |
| 13. Dezember | Dieter Henning                  | deutscher Ingenieur und Manager                                                   | 71    |       |
| 13. Dezember | Gaetano Michetti                | italienischer Geistlicher, Bischof von Pesaro                                     | 85    |       |
| 13. Dezember | Sybille Schloß                  | deutsche Schauspielerin                                                           | 97    |       |
| 13. Dezember | Brigitte Theler                 | Schweizer Astrologin und Buchautorin                                              | 48    |       |
| 13. Dezember | Kurt Wegener                    | deutscher Pathologe                                                               | 73    |       |
| 13. Dezember | Floyd Westerman                 | US-amerikanischer Sänger, Schauspieler und indianischer Aktivist                  | 71    |       |
| 14. Dezember | Peter Bachrach                  | US-amerikanischer Politikwissenschaftler und Hochschullehrer                      | 89    |       |
| 14. Dezember | Angela Fiedler                  | deutsche Ökonomin, Professorin für Ökonomie                                       | 55    |       |
| 14. Dezember | Gene FitzGerald                 | irischer Politiker, MdEP                                                          | 75    |       |
| 14. Dezember | Heinz Grahneis                  | deutscher Mediziner                                                               | 92    |       |
| 14. Dezember | Robert M. Kulicke               | US-amerikanischer Künstler                                                        | 83    |       |
| 14. Dezember | Peter Moosbrugger               | österreichischer Politiker (ÖVP), Landtagsabgeordneter zum Vorarlberger Landtag   | 83    |       |
| 14. Dezember | Frank Morgan                    | US-amerikanischer Jazz-Saxophonist                                                | 73    |       |
| 14. Dezember | Mihai Pelin                     | rumänischer Historiker und Schriftsteller                                         | 67    |       |
| 14. Dezember | Jan Švéda                       | tschechischer Ruderer                                                             | 76    |       |
| 15. Dezember | Leo Ball                        | US-amerikanischer Jazzmusiker                                                     | 80    |       |
| 15. Dezember | Raymond Baudère                 | Schweizer Politiker (KVP)                                                         | 87    |       |
| 15. Dezember | John Berg                       | US-amerikanischer Schauspieler                                                    | 58    |       |
| 15. Dezember | Jean Bottéro                    | französischer Altorientalist                                                      | 93    |       |
| 15. Dezember | St. Clair Bourne                | US-amerikanischer Regisseur                                                       | 64    |       |
| 15. Dezember | Julia Carson                    | US-amerikanische Politikerin                                                      | 69    |       |
| 15. Dezember | Karl Heinz Deickert             | deutscher Schauspieler, Regisseur und Drehbuchautor                               | 76    |       |
| 15. Dezember | Fernando Romo Gutiérrez         | mexikanischer Geistlicher, Bischof von Torreón (Mexiko)                           | 92    |       |
| 15. Dezember | Roger Marshutz                  | US-amerikanischer Fotograf                                                        | 78    |       |
| 15. Dezember | Diane Middlebrook               | US-amerikanische Autorin und Biografin                                            | 68    |       |
| 15. Dezember | Caetano N’Tchama                | guinea-bissauischer Premierminister                                               |       |       |
| 15. Dezember | Giuseppe Rinaldi                | italienischer Schauspieler und Synchronsprecher                                   | 88    |       |
| 16. Dezember | Hartmut Dirks                   | deutscher Publizist, Journalist und Erwachsenenpädagoge                           |       |       |
| 16. Dezember | Dan Fogelberg                   | US-amerikanischer Sänger, Komponist und Multiinstrumentalist                      | 56    |       |
| 16. Dezember | Harald Genzmer                  | deutscher Komponist                                                               | 98    |       |
| 16. Dezember | Rainer Greger                   | deutscher Nieren- und Transportphysiologe                                         | 61    |       |
| 16. Dezember | Ludwig Grub                     | deutscher Grafiker, Maler und Bildhauer                                           | 77    |       |
| 16. Dezember | Ismail Gulgee                   | pakistanischer Künstler                                                           | 81    |       |
| 16. Dezember | Ivan Nemet                      | jugoslawisch-schweizerischer Schachgroßmeister                                    | 64    |       |
| 16. Dezember | Walter Nienhagen                | deutscher Politiker (SPD)                                                         | 80    |       |
| 16. Dezember | Karlheinz Schädlich             | deutscher Historiker                                                              | 76    |       |
| 16. Dezember | Melden E. Smith                 | US-amerikanischer Pilot                                                           | 77    |       |
| 16. Dezember | Serge Vinçon                    | französischer Politiker                                                           | 58    |       |
| 17. Dezember | Joel Dorn                       | US-amerikanischer Jazz- und R&B-Musikproduzent                                    | 65    |       |
| 17. Dezember | Jim Holstein                    | US-amerikanischer Basketballspieler                                               | 77    |       |
| 17. Dezember | Hans Günter König               | deutscher Kunstdidaktiker und Maler                                               | 82    |       |
| 17. Dezember | Tom Murphy                      | US-amerikanischer Politiker                                                       | 83    |       |
| 17. Dezember | Celestino Piatti                | Schweizer Grafiker und Buchgestalter                                              | 85    |       |
| 17. Dezember | Karl-Emil Schade                | deutscher Pfarrer und Bibelübersetzer                                             | 80    |       |
| 17. Dezember | George Zaharescu                | rumänischer Opernregisseur                                                        | 80    |       |
| 18. Dezember | Zbigniew Batko                  | polnischer Übersetzer, Schriftsteller und Drehbuchautor                           |       |       |
| 18. Dezember | Hans Billian                    | deutscher Schauspieler, Drehbuchautor, Filmregisseur und -produzent               | 89    |       |
| 18. Dezember | Conny Gasser                    | Schweizer Unternehmer                                                             | 69    |       |
| 18. Dezember | Murad Ghalib                    | ägyptischer Politiker und Diplomat                                                | 85    |       |
| 18. Dezember | John Güttke                     | schwedischer Biathlet                                                             | 76    |       |
| 18. Dezember | Iulia Hălăucescu                | rumänische Malerin                                                                | 83    |       |
| 18. Dezember | Peter Heidrich                  | deutscher Religions- und Sprachwissenschaftler                                    | 77    |       |
| 18. Dezember | Noémi Hepp                      | französische Romanistin und Literaturwissenschaftlerin                            | 85    |       |
| 18. Dezember | Samuel Karlin                   | US-amerikanischer Mathematiker                                                    | 83    |       |
| 18. Dezember | Georg Krajewski                 | deutscher Maler                                                                   | 82    |       |
| 19. Dezember | Rolf Borrmann                   | deutscher Sexualaufklärer und Sportfunktionär                                     | 79    |       |
| 19. Dezember | Frank Capra junior              | US-amerikanischer Filmproduzent                                                   | 73    |       |
| 19. Dezember | Desmond C. Derbyshire           | britischer Linguist                                                               | 83    |       |
| 19. Dezember | John A. Garraty                 | US-amerikanischer Historiker                                                      | 87    |       |
| 19. Dezember | Walter Grossmann                | deutscher Politiker (CSU), MdL                                                    | 80    |       |
| 19. Dezember | Karl Klein                      | österreichischer Gewerkschaftsfunktionär                                          | 57    |       |
| 19. Dezember | Bobby Pirron                    | österreichischer Musiker                                                          | 89    |       |
| 19. Dezember | Uwe Seidel                      | deutscher Theologe                                                                | 70    |       |
| 19. Dezember | Gerhard Seifert                 | deutscher Justizbeamter und Waffenkundler                                         | 84    |       |
| 19. Dezember | Viktor Sepp                     | estnischer Schriftsteller und Übersetzer                                          | 71    |       |
| 19. Dezember | Willy Sommerfeld                | deutscher Stummfilmpianist                                                        | 103   |       |
| 19. Dezember | Karl Unverzagt                  | deutscher Maler und Bildhauer                                                     | 92    |       |
| 20. Dezember | Christian Bourgois              | französischer Verleger                                                            | 74    |       |
| 20. Dezember | Jeanne Carmen                   | US-amerikanische Schauspielerin                                                   | 77    |       |
| 20. Dezember | Glenn W. Ferguson               | US-amerikanischer Diplomat und Gründungsdirektor von Volunteers in Service to America'"`UNIQ--ref-0000002A-...                                                                                  | 78    |       |
| 20. Dezember | Sebastião Assis de Figueiredo   | brasilianischer Theologe und Bischof von Guiratinga                               | 58    |       |
| 20. Dezember | John Gibbs                      | britischer Theologe und Bischof von Coventry                                      | 90    |       |
| 20. Dezember | Peer Hultberg                   | dänischer Autor                                                                   | 72    |       |
| 20. Dezember | Lydia Mendoza                   | US-amerikanische Sängerin                                                         | 91    |       |
| 20. Dezember | Natalie Norwick                 | US-amerikanische Schauspielerin                                                   | 84    |       |
| 20. Dezember | Raphaël Nguyễn Văn Diệp         | vietnamesischer Geistlicher, römisch-katholischer Bischof                         | 81    |       |
| 21. Dezember | Hans-Christian Albrecht         | deutscher Politiker (CDU), MdHB                                                   | 87    |       |
| 21. Dezember | Werner Albring                  | deutscher Ingenieur                                                               | 93    |       |
| 21. Dezember | Helmut Beinert                  | US-amerikanischer Biochemiker                                                     | 94    |       |
| 21. Dezember | Kurt Gerdau                     | deutscher Seefahrer, Schriftsteller und Publizist                                 | 77    |       |
| 21. Dezember | Hans Imhoff                     | deutscher Schokoladenfabrikant                                                    | 85    |       |
| 21. Dezember | Daniele Jenni                   | Schweizer Rechtsanwalt und Politiker (GPB)                                        | 58    |       |
| 21. Dezember | John McPherson                  | US-amerikanischer Kameramann                                                      | 65    |       |
| 21. Dezember | German Müller                   | deutscher Geologe und Umweltgeochemiker                                           | 77    |       |
| 21. Dezember | Norton Nascimento               | brasilianischer Schauspieler                                                      | 45    |       |
| 21. Dezember | Heinz Pütz                      | Schweizer Fernsehmoderator und Sportjournalist                                    | 69    |       |
| 21. Dezember | Werner Scharhag                 | deutscher Politiker (SPD)                                                         |       |       |
| 21. Dezember | Wolfgang Weber                  | deutscher Militär der Nationalen Volksarmee                                       | 78    |       |
| 21. Dezember | Herbert Weiß                    | deutscher Segelflieger                                                            | 59    |       |
| 22. Dezember | Karl-Heinz Balzer               | deutscher Leichtathletiktrainer                                                   | 86    |       |
| 22. Dezember | Chrysostomos I.                 | zypriotischer Geistlicher, Erzbischof von Zypern                                  | 80    |       |
| 22. Dezember | Dietrich von Denffer            | deutscher Botaniker                                                               | 93    |       |
| 22. Dezember | Ferdinand Fabra                 | deutscher Fußballtrainer                                                          | 101   |       |
| 22. Dezember | Sylvan Fox                      | US-amerikanischer Journalist, Buchautor und Pulitzer-Preisträger                  | 79    |       |
| 22. Dezember | Julien Gracq                    | französischer Schriftsteller                                                      | 97    |       |
| 22. Dezember | Dietrich Habeck                 | deutscher Mediziner                                                               | 82    |       |
| 22. Dezember | Helmut Lahrkamp                 | deutscher Historiker und Archivar                                                 | 85    |       |
| 22. Dezember | Jos de Mey                      | flämischer Künstler und Grafiker                                                  | 79    |       |
| 22. Dezember | Lucien Teisseire                | französischer Radrennfahrer und Sportfunktionär                                   | 88    |       |
| 22. Dezember | Ruth Wallis                     | US-amerikanische Sängerin und Songwriterin                                        | 87    |       |
| 22. Dezember | Jürgen Warnatz                  | deutscher Physiker                                                                | 63    |       |
| 23. Dezember | Robert Davezies                 | französischer Arbeiterpriester und Friedensaktivist                               |       |       |
| 23. Dezember | Ernst J. Eichwald               | US-amerikanischer Pathologe                                                       | 94    |       |
| 23. Dezember | Rick Holbrook                   | US-amerikanischer Gewichtheber                                                    | 59    |       |
| 23. Dezember | Michael Kidd                    | US-amerikanischer Choreograf                                                      | 92    |       |
| 23. Dezember | Willi Kox                       | Schweizer Fußballspieler                                                          | 78    |       |
| 23. Dezember | Aloísio Lorscheider             | brasilianischer Theologe, Erzbischof von Aparecida und Kardinal                   | 83    |       |
| 23. Dezember | Hans Mild                       | schwedischer Fußball- und Eishockeyspieler                                        | 73    |       |
| 23. Dezember | Oscar Peterson                  | kanadischer Jazzpianist                                                           | 82    |       |
| 23. Dezember | Walter Seidel                   | deutscher Fußballspieler                                                          | 77    |       |
| 23. Dezember | Frank Swaelen                   | belgischer Politiker (CVP)                                                        | 77    |       |
| 23. Dezember | Kurt Weber                      | deutscher Physiker und Kristallograph                                             | 81    |       |
| 24. Dezember | Charles Francis Curtiss         | US-amerikanischer Chemiker                                                        | 86    |       |
| 24. Dezember | Jan Daniec                      | polnischer Fußballspieler                                                         | 39    |       |
| 24. Dezember | Reinhard Heß                    | deutscher Skispringer und Skisprungtrainer                                        | 62    |       |
| 24. Dezember | Michael B. Klein                | US-amerikanischer Unternehmer und Hedge-Fonds-Manager                             |       |       |
| 24. Dezember | Andreas Matzbacher              | österreichischer Radprofi                                                         | 25    |       |
| 24. Dezember | Andreas Reinhardt               | deutscher Bühnen- und Kostümbildner                                               | 70    |       |
| 24. Dezember | Lawrence D. Stokes              | kanadischer Historiker                                                            | 67    |       |
| 24. Dezember | Kostake Teleman                 | rumänischer Mathematiker                                                          | 74    |       |
| 24. Dezember | George Warrington               | US-amerikanischer Eisenbahnmanager                                                | 55    |       |
| 24. Dezember | Gotthard Zölfl                  | deutscher Fußballspieler der DDR                                                  | 57    |       |
| 25. Dezember | Juan Alfredo Arzube             | römisch-katholischer Bischof                                                      | 89    |       |
| 25. Dezember | Gerhard Hartig                  | deutscher Schauspieler                                                            | 85    |       |
| 25. Dezember | Grete Heger                     | österreichische Schauspielerin                                                    | 91    |       |
| 25. Dezember | Dietrich von Hein               | deutscher Veterinär und Sanitätsoffizier                                          | 82    |       |
| 25. Dezember | Eugen Helimski                  | russisch-deutscher Linguist                                                       | 57    |       |
| 25. Dezember | Vincent Jatta                   | gambischer Offizier                                                               | ≈43   |       |
| 25. Dezember | Pat Kirkwood                    | britische Schauspielerin                                                          | 86    |       |
| 25. Dezember | Hans Otte                       | deutscher Musiker                                                                 | 81    |       |
| 25. Dezember | Gopaldas Parmanand Sippy        | indischer Filmproduzent und -regisseur                                            | 92    |       |
| 25. Dezember | Ralph K. White                  | US-amerikanische Psychologe und Friedensforscher                                  |       |       |
| 25. Dezember | Lore Wissmann                   | deutsche Sopranistin                                                              | 85    |       |
| 26. Dezember | Raúl Bernao                     | argentinischer Fußballspieler                                                     | 66    |       |
| 26. Dezember | Ignaz Blodinger                 | deutscher Unternehmer                                                             | 66    |       |
| 26. Dezember | Glen Broomhill                  | australischer Politiker (South Australia)                                         | 74    |       |
| 26. Dezember | Wlodek Bzowka                   | deutscher Künstler                                                                | 28    |       |
| 26. Dezember | Joe Dolan                       | irischer Popsänger                                                                | 68    |       |
| 26. Dezember | Andrew Grima                    | britischer Schmuckdesigner                                                        | 86    |       |
| 26. Dezember | Les Humphries                   | englischer Pop-Musiker                                                            | 67    |       |
| 26. Dezember | Paul D. MacLean                 | US-amerikanischer Hirnforscher                                                    | 94    |       |
| 26. Dezember | Lester W. Milbrath              | US-amerikanischer Soziologe und Politikwissenschaftler                            |       |       |
| 26. Dezember | Edmund Meschke                  | deutscher Kinderdarsteller und Laien-Schauspieler                                 | 71    |       |
| 26. Dezember | Stu Nahan                       | US-amerikanischer Schauspieler und Sportkommentator                               | 81    |       |
| 26. Dezember | István Sándorfi                 | ungarischer Maler                                                                 | 59    |       |
| 27. Dezember | Kit Ahern                       | irische Politikerin                                                               | 92    |       |
| 27. Dezember | Ardyth Alton                    | US-amerikanische Cellistin und Musikpädagogin                                     | 91    |       |
| 27. Dezember | Ben Bamfuchile                  | sambischer Fußballtrainer                                                         |       |       |
| 27. Dezember | Benazir Bhutto                  | pakistanische Politikerin, Premierministerin                                      | 54    |       |
| 27. Dezember | Karel Černoch                   | tschechischer Sänger                                                              | 64    |       |
| 27. Dezember | Giselher von Eyb                | deutscher Unternehmer                                                             | 63    |       |
| 27. Dezember | Jerzy Kawalerowicz              | polnischer Filmregisseur                                                          | 85    |       |
| 27. Dezember | Michaela Krieger                | österreichische Kunstwissenschaftlerin                                            | 51    |       |
| 27. Dezember | Jaan Kross                      | estnischer Schriftsteller                                                         | 87    |       |
| 27. Dezember | Gustav Adolf Martini            | deutscher Mediziner                                                               | 91    |       |
| 27. Dezember | Toni Menzinger                  | deutsche Politikerin (CDU), MdL                                                   | 102   |       |
| 27. Dezember | Pedro Gastão d’Orléans-Bragança | portugiesischer Adliger des Hauses Orléans-Bragança                               | 94    |       |
| 27. Dezember | Wilhelm Pieper                  | deutscher Politiker (CDU), MdL                                                    | 89    |       |
| 27. Dezember | Reto Stuppan                    | Schweizer Eishockeyspieler und -trainer                                           | 60    |       |
| 28. Dezember | Abdallah ibn Husain al-Ahmar    | jemenitischer Politiker, Parlamentspräsident                                      |       |       |
| 28. Dezember | Terry Armour                    | US-amerikanischer Kolumnist                                                       | 46    |       |
| 28. Dezember | Aidin Nikkhah Bahrami           | iranischer Basketballspieler                                                      | 25    |       |
| 28. Dezember | Franz Calliari                  | römisch-katholischer Geistlicher und Journalist                                   | 86    |       |
| 28. Dezember | Howard Colvin                   | britischer Architekturhistoriker                                                  | 88    |       |
| 28. Dezember | Hans August Lücker              | deutscher Politiker (CSU), MdB, MdEP                                              | 92    |       |
| 28. Dezember | Serigne Saliou Mbacké           | 5. Kalif der Sufi-Bruderschaft                                                    | 92    |       |
| 28. Dezember | Jiří Pauer                      | tschechischer Komponist                                                           | 88    |       |
| 28. Dezember | Bjørn Pedersen                  | norwegischer Jazzmusiker                                                          | 72    |       |
| 28. Dezember | Friedrich Rakob                 | deutscher Bauforscher                                                             | 76    |       |
| 28. Dezember | Victor Rickenbach               | Schweizer Politiker (FDP)                                                         | 79    |       |
| 28. Dezember | Sun Daolin                      | chinesischer Schauspieler und Filmregisseur                                       | 86    |       |
| 28. Dezember | Tab Thacker                     | US-amerikanischer Ringer und Filmschauspieler                                     | 45    |       |
| 29. Dezember | Rudolf Bockholdt                | deutscher Musikwissenschaftler                                                    | 77    |       |
| 29. Dezember | Katherine De Hetre              | US-amerikanische Schauspielerin                                                   | 61    |       |
| 29. Dezember | Alfred Müller-Felsenburg        | deutscher Schriftsteller                                                          | 81    |       |
| 29. Dezember | Reijo Laksola                   | finnischer Eishockeyspieler                                                       | 55    |       |
| 29. Dezember | Helmut Nentwig                  | deutscher Filmarchitekt                                                           | 91    |       |
| 29. Dezember | Phil O’Donnell                  | schottischer Fußballspieler                                                       | 35    |       |
| 29. Dezember | Karl Schmidhofer                | römisch-katholischer Geistlicher, Theologe und Professor                          | 92    |       |
| 29. Dezember | Clemens von Twickel             | deutscher Landwirt, Schlossbesitzer und Verbandsfunktionär                        | 82    |       |
| 29. Dezember | Shu Uemura                      | japanischer Maskenbildner                                                         | 79    |       |
| 29. Dezember | Günter Wöhe                     | deutscher Ökonom und Hochschullehrer                                              | 83    |       |
| 30. Dezember | Bert Bolin                      | schwedischer Meteorologe                                                          | 82    |       |
| 30. Dezember | Emmanuel Chukwudi Eze           | nigerianischer Philosoph                                                          | 44    |       |
| 30. Dezember | Michael Goldberg                | US-amerikanischer Maler und Grafiker                                              | 83    |       |
| 30. Dezember | Ronald Johnson                  | Vizepräsident der Capitol Records                                                 | 49    |       |
| 30. Dezember | Laila Kaland                    | norwegische Politikerin                                                           | 68    |       |
| 30. Dezember | Hans Ulrich Kempski             | deutscher Journalist                                                              | 85    |       |
| 30. Dezember | Jorge Machiñena                 | uruguayischer Politiker                                                           | 71    |       |
| 30. Dezember | Leonard B. Meyer                | US-amerikanischer Musikwissenschaftler                                            | 89    |       |
| 30. Dezember | Carlo Morelli                   | italienischer Geophysiker                                                         | 90    |       |
| 30. Dezember | Doreen Norton                   | britische Krankenschwester                                                        | 85    |       |
| 30. Dezember | Hermann Pöschel                 | deutscher Funktionär, Abteilungsleiter des ZK der SED                             | 88    |       |
| 30. Dezember | Wieland Rose                    | deutscher Politiker (CDU), MdL                                                    | 48    |       |
| 30. Dezember | Wolfgang Schneider              | deutscher Pharmaziehistoriker                                                     | 95    |       |
| 30. Dezember | Otto Schwerdt                   | deutscher Autor, Vorsitzender der Israelitischen Kultusgemeinde in Regensburg     | 84    |       |
| 31. Dezember | Alberto Alonso                  | kubanisch-US-amerikanischer Tänzer und Choreograph                                | 90    |       |
| 31. Dezember | Paule Desjardins                | französische Chanson-Sängerin                                                     | 83    |       |
| 31. Dezember | Rosa Friess                     | deutsche Ärztin und Malerin                                                       | 91    |       |
| 31. Dezember | Markku Peltola                  | finnischer Schauspieler und Musiker                                               | 51    |       |
| 31. Dezember | Ettore Sottsass                 | italienischer Architekt und Designer                                              | 90    |       |
| 31. Dezember | Helmut Tramnitz                 | deutscher Organist                                                                | 90    |       |
| 31. Dezember | Muhammad Uthman as-Said         | libyscher Politiker, Premierminister von Libyen (1960–1963)                       | 83    |       |